# Rashaant (distrikt i Mongoliet, Chövsgöl)
Rashaant (mongoliska: Рашаант Сум, Рашаант) är ett distrikt i Mongoliet.   Det ligger i provinsen Chövsgöl, i den centrala delen av landet, 400 km väster om huvudstaden Ulaanbaatar.